# Рут (Северна Каролина)
Рут (енгл. Ruth) град је у америчкој савезној држави Северна Каролина.

## Демографија
По попису из 2010. године број становника је 440, што је 111 (33,7%) становника више него 2000. године.
| Група             | 2000.       | 2010.       |
| Белци             | 301 (91,5%) | 382 (86,8%) |
| Афроамериканци    | 21 (6,4%)   | 29 (6,6%)   |
| Азијати           | 0 (0,0%)    | 0 (0,0%)    |
| Хиспаноамериканци | 4 (1,2%)    | 11 (2,5%)   |
| Укупно            | 329         | 440         |